# Rigadin n'est pas bon pour les animaux
Pour plus de détails, voir Fiche technique et Distribution.
Rigadin n'est pas bon pour les animaux est un film muet français réalisé par Georges Monca, sorti en 1912.

## Fiche technique
- Titre : Rigadin n'est pas bon pour les animaux
- Réalisation : Georges Monca
- Scénario : Frédéric Mauzens
- Photographie :
- Montage :
- Société de production : Pathé Frères
- Société de distribution : Pathé Frères
- Pays d'origine :  France
- Langue : film muet avec les intertitres en français
- Métrage : 210 mètres
- Format : Noir et blanc — 35 mm — 1,33:1 — Muet
- Genre :  Comédie
- Durée : 7 minutes
- Dates de sortie : 
  - France : 6 septembre 1912

## Distribution
- Charles Prince : Rigadin